# 陈小雷
陈小雷（？—），男，中华人民共和国外交官，现任中华人民共和国驻圣但尼总领事。

## 生平
陈小雷曾任驻马达加斯加大使馆政务参赞和外交部非洲司参赞。2024年11月，出任中华人民共和国驻圣但尼总领事。